# OFF Radio Kraków
OFF Radio Kraków – emitowany w internecie oraz poprzez system DAB+ program radiowy prowadzony przez Radio Kraków. Rozgłośnia OFF Radio Kraków zajmuje się kulturą niezależną oraz takową muzyką.

## Historia i działalność
Stacja rozpoczęła emisję testową 26 stycznia 2015, zaś oficjalnie nadaje od 1 lutego 2015. W 2021 na żywo nadawany był poranek „Off/On” (w godzinach od 9:00 do 12:00) oraz autorskie audycje muzyczne (zazwyczaj od 19:00 do 23:00), resztę programu wypełniały pasma z samą muzyką. Wśród prowadzących audycje były osoby związane z krakowską sceną klubową, dziennikarze muzyczni i artyści. Redaktorką naczelną stacji była Paulina Bisztyga (dziennikarka głównej anteny Radia Kraków), funkcję redaktora muzycznego pełnił Wojciech Barczyński (związany m.in. z Polskie Radio Program III, niegdyś również z radiofonią), za promocję odpowiadała Aneta Hudzik (DJ-ka, dziennikarka muzyczna Radia Kraków i OFF Radia Kraków). 
Od 22 października 2024 wszystkie audycje w radiu były prowadzone przez sztuczną inteligencję za pomocą trzech postaci AI. Była to druga taka stacja w Europie, pierwszą była uruchomiona w sierpniu 2023 niemiecka stacja Absolut Radio AI. 
Zmiana ta wywołała liczne kontrowersje. Portal OKO.press nazwał ją „eksperymentem na słuchaczach”. Sprawę zastąpienia dziennikarzy sztuczną inteligencją komentowały największe, ogólnoświatowe media, takie jak Associated Press, CNN czy ABC News. Minister cyfryzacji Krzysztof Gawkowski wyraził swoje zaniepokojenie sytuacją małopolskiej rozgłośni w słowach: "Sztuczna inteligencja nie może powodować różnic społecznych czy wykluczenia. Symbiozę AI i człowieka trzeba dobrze uregulować. Przyjęcie AI Act ma w tym pomóc, a powołanie Komisji Rozwoju i Bezpieczeństwa AI ma takim i podobnym sytuacjom przeciwdziałać. I najważniejsza sprawa! Powszechne wykorzystanie AI musi być robione dla ludzi, nie przeciwko nim!”.  

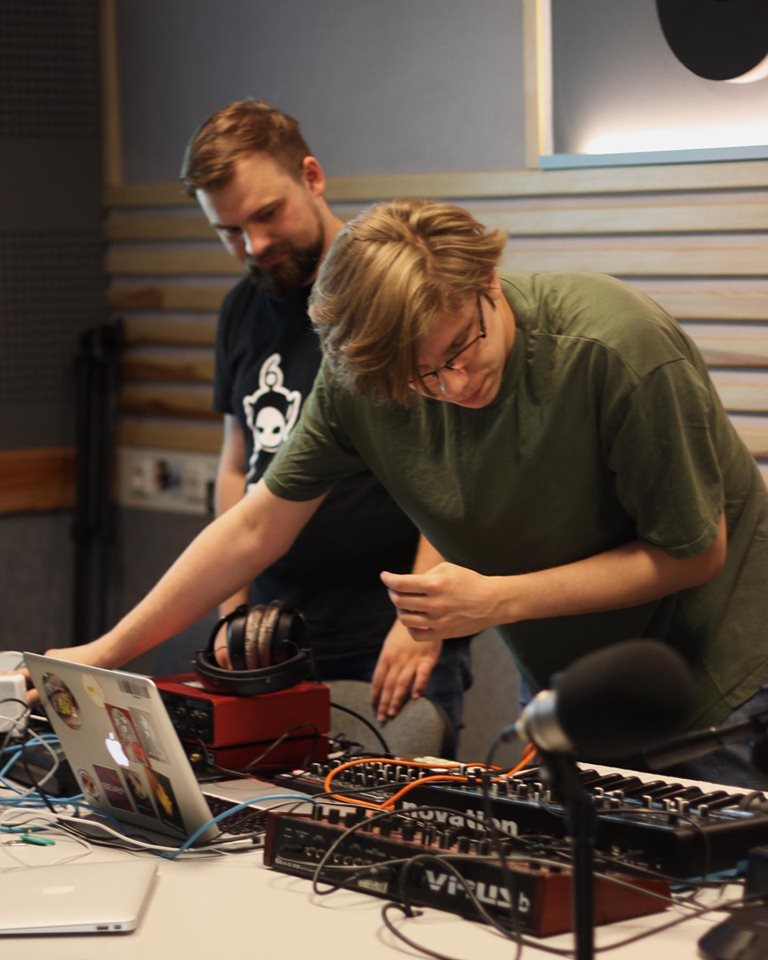
Palmer Eldricht i live act w audycji Beat Tools

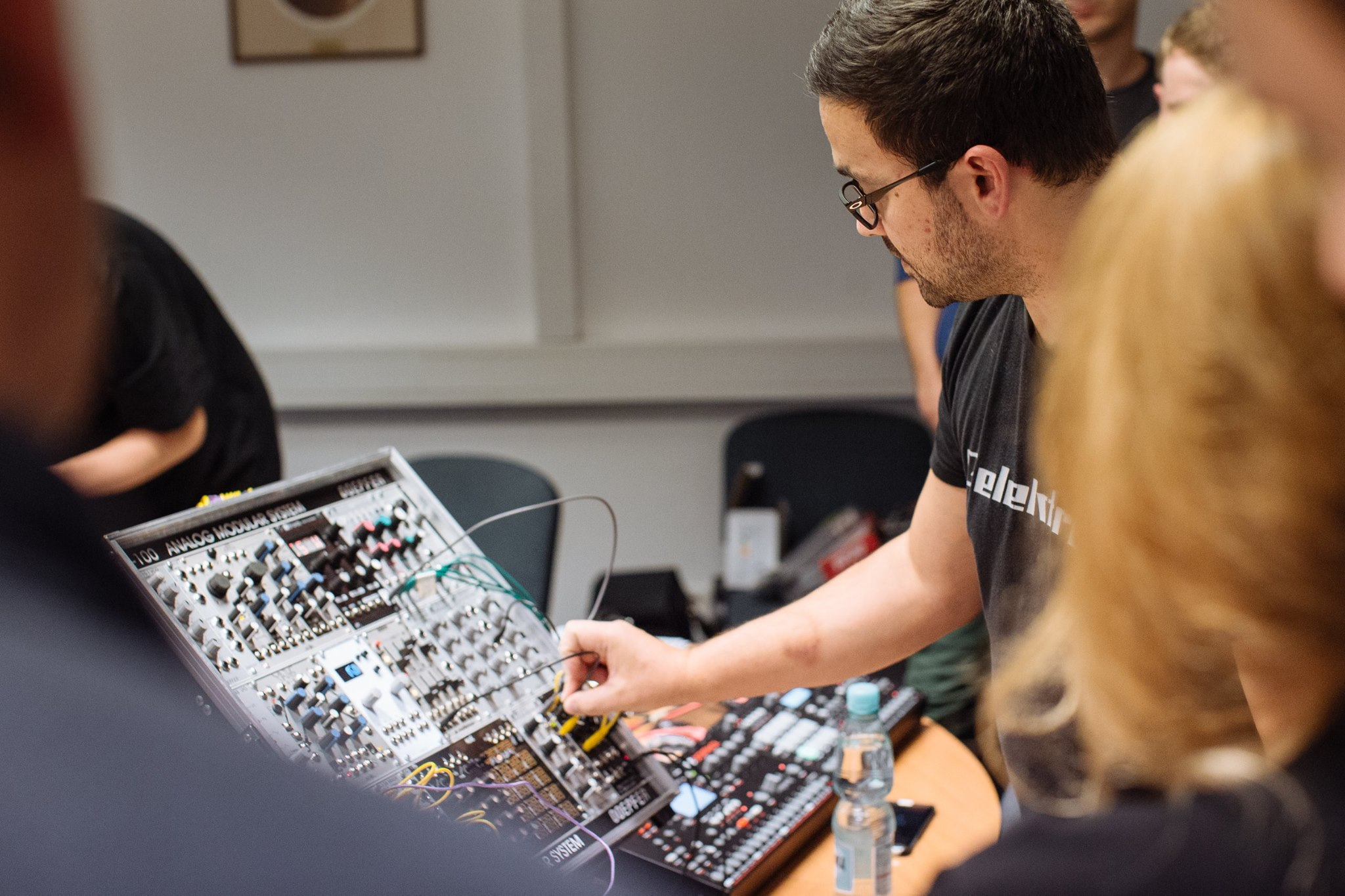
Mikey Tweak podczas IV warsztatów Beat Tools

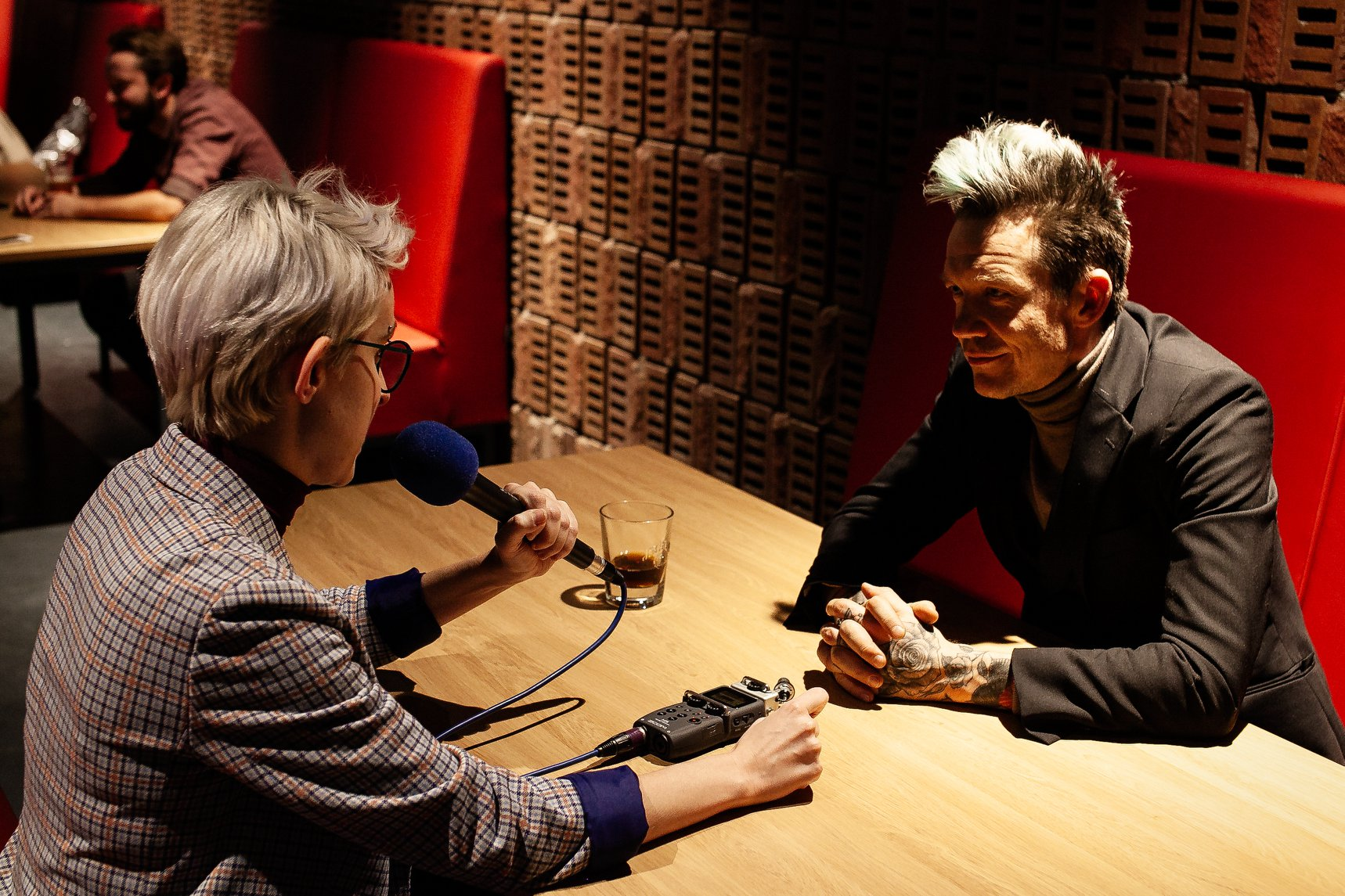
Mery Zimny przeprowadza wywiad z Wojtkiem Mazolewskim

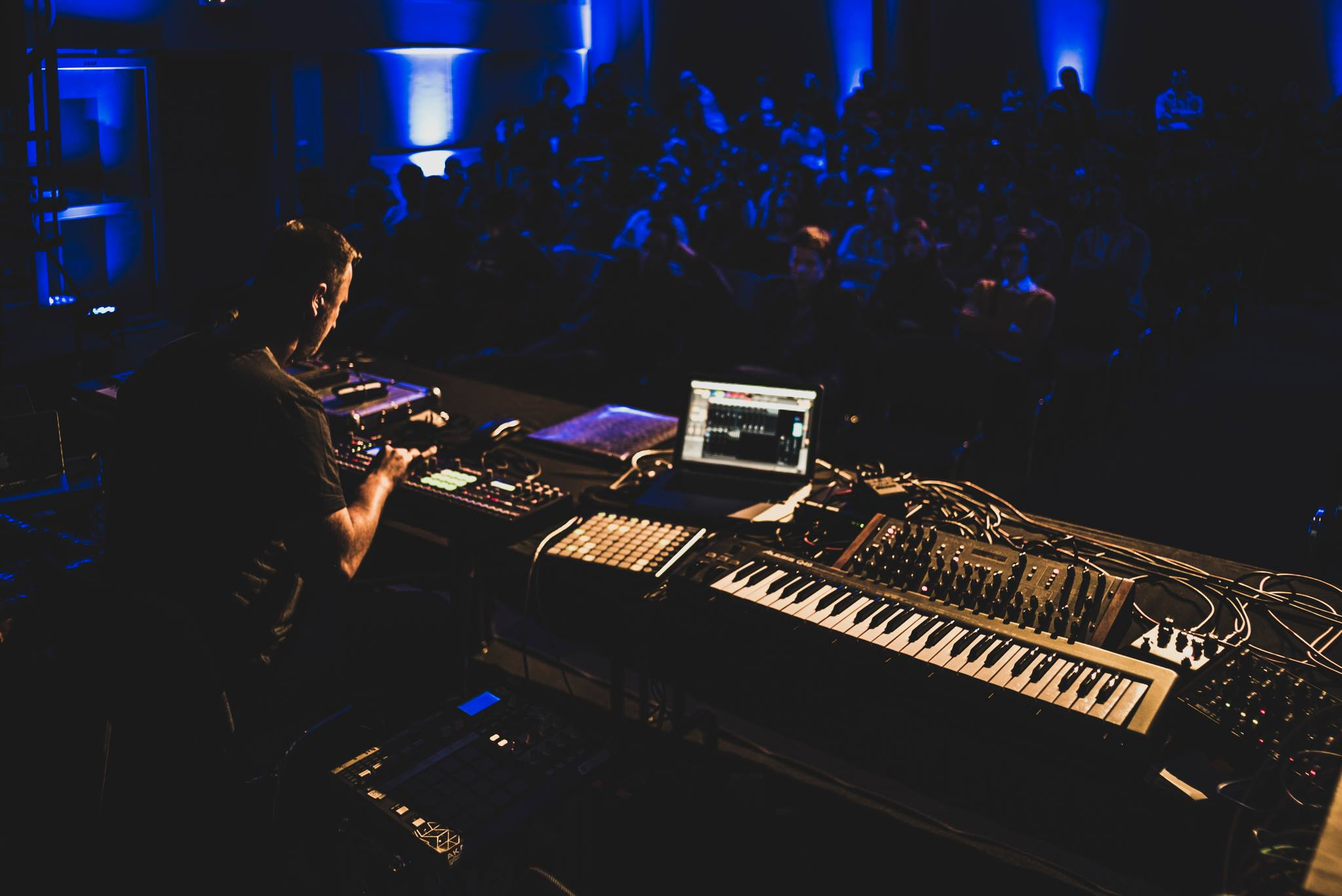
Minoo gra Live Act podczas 3. urodzin radia (2018)

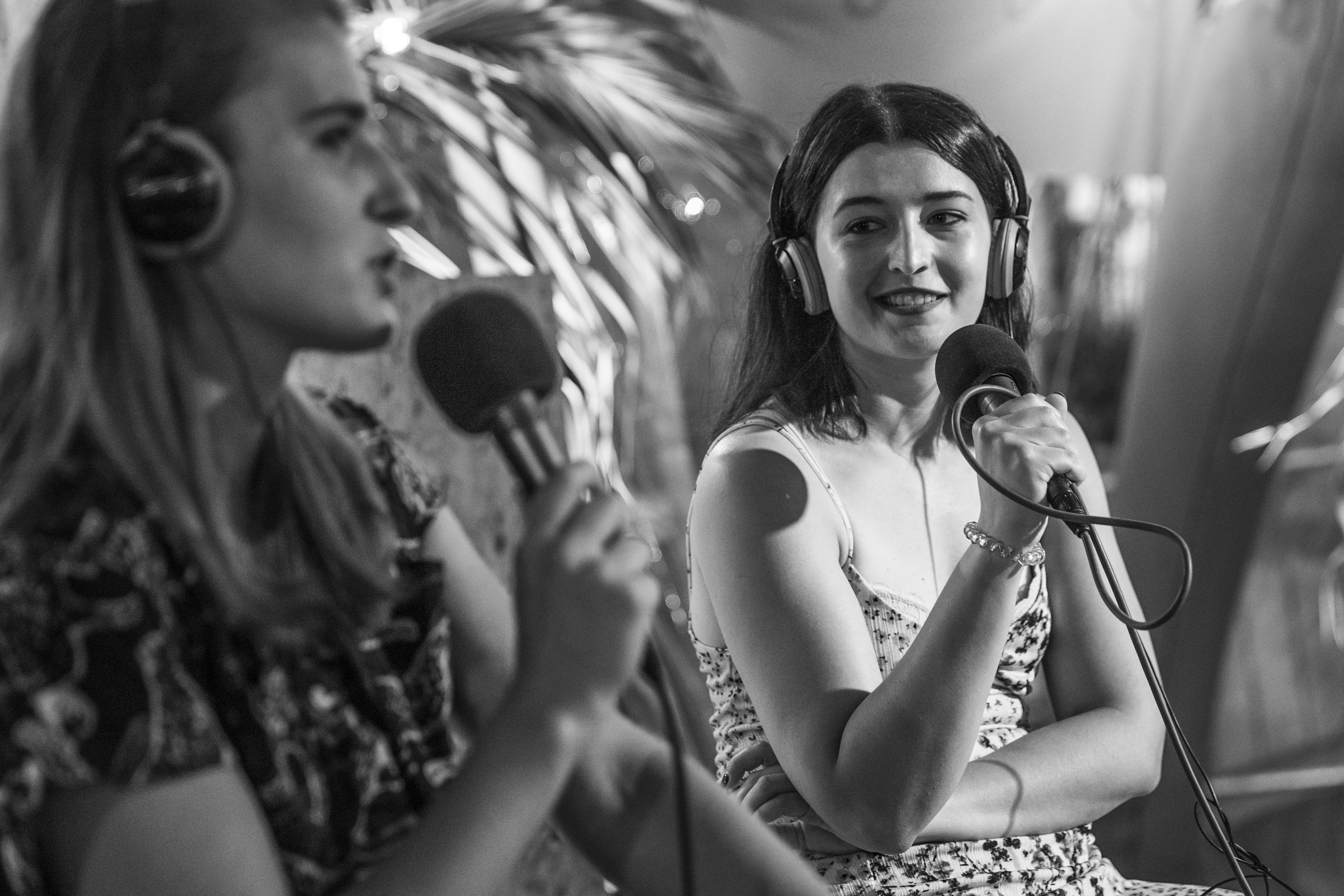
Ania Prokop i Aneta Hudzik podczas prowadzenia audycji Kocyk

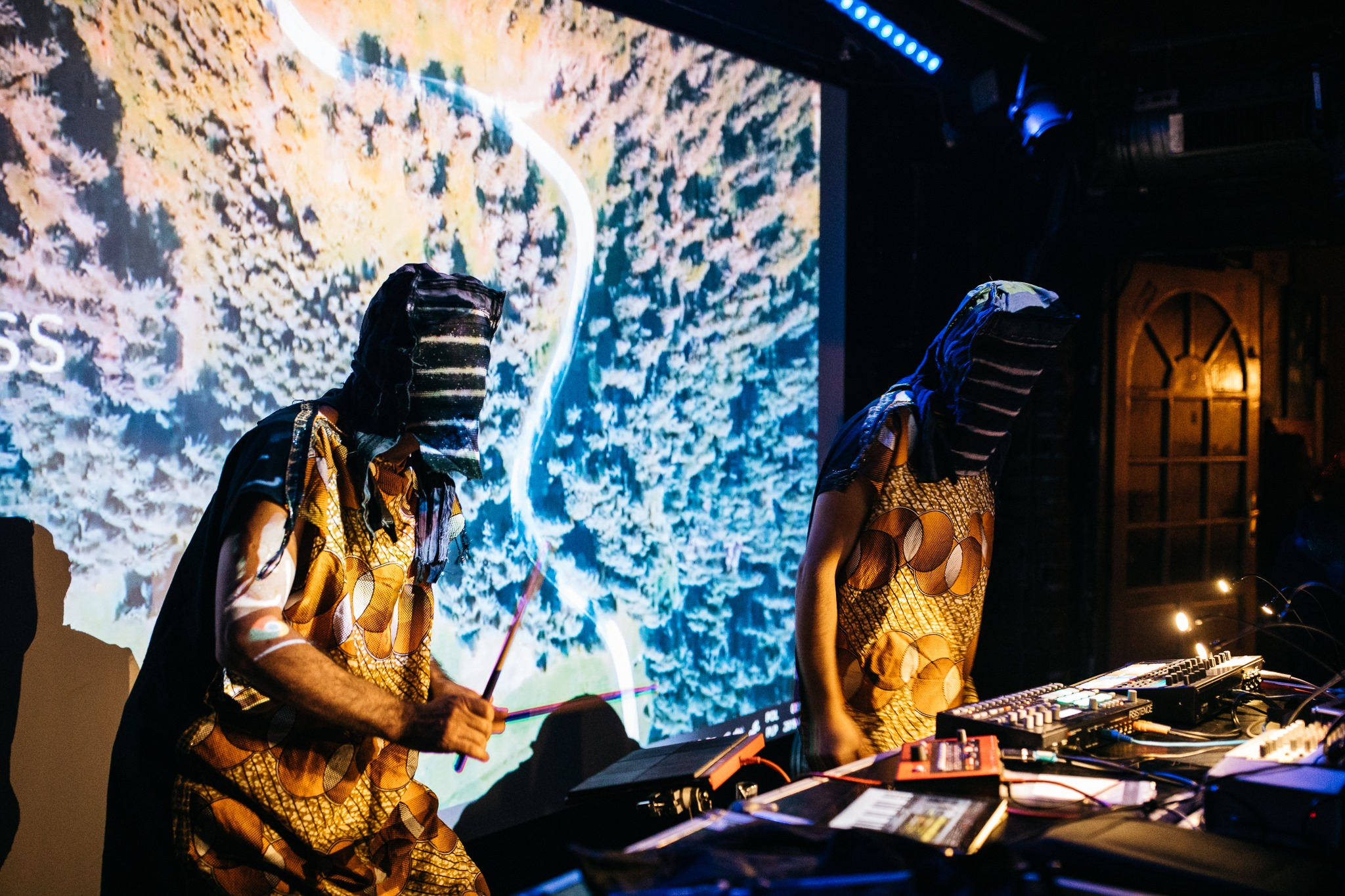
RSS B0YS grają live podczas nocy EtnoElektro (2019)

## Odbiór
Program nadawany jest przez internet oraz poprzez system DAB+ w multipleksie Polskiego Radia nadawanym z Krakowa (RTCN Kraków Chorągwica), Tarnowa (RTON Góra św. Marcina), Szczawnicy (RTON Przehyba), Zakopanego (RTON Gubałówka) oraz Rabki (RTON Luboń Wielki) na częstotliwości 218.64 MHz
Wcześniej stacja była dostępna w multipleksie Diecezji Tarnowskiej nadawanym ze Szczawnicy i Tarnowa (od lutego 2016 do końca grudnia 2020), przekaz wyłączono z uwagi na rozszerzenie zasięgu multipleksu Polskiego Radia. Od maja 2015 stacja dostępna była w nadawanym z Rzeszowa i Krosna multipleksie Radia Rzeszów, jednak w czerwcu 2016 nadawca zdecydował się na wyłączenie przekazu.

## Audycje
| prowadzący             | tytuł audycji                      | tematyka |
| ---------------------- | ---------------------------------- | -------- |
| Jakub "Kuba" Zieliński | OFF na start, Laboratorium dźwięku |          |
| Emilia "Emi" Nowak     | W rytmie OFF                       |          |
| Alex Szulc             | OFF Przestrzeń                     |          |

## Zorganizowane wydarzenia
Rozgłośnia aktywnie angażuje się kreowanie sceny muzycznej Krakowa. Do minionych wydarzeń należy zaliczyć chociażby urodziny radia, podczas których można było posłuchać m.in. Michała Jacaszka. Za sprawą współpracy z Krakowskim Biurem Festiwalowym OFF Radio Kraków jest współorganizatorem Wianków, czyli miejskiego święta muzyki. Na radiowej scenie wystąpili dotychczas: Patrick The Pan, Erith, NYK, Vittuma, Kroki, Zeu5, kolektyw DJ-ski Deep Impact Kraków czy Fedkowicz Duo. Podczas festiwalu EtnoKraków/Rozstaje OFF Radio Kraków zorganizowało już dwukrotnie scenę EtnoElektro, zlokalizowaną w klubie Alchemia. Współczesne aspekty muzyki etnicznej prezentowali: RSS B0YS, Lua Preta, Red Sunrising, Kfjatek, Eta Hox i MLDVA. Ws współpracy z Festiwalem Kultury Żydowskiej w Krakowie w czerwcu 2019 r. radio nadało terenowo finał pierwszego sezonu audycji Kocyk. W siedzibie rozgłośni odbywają się natomiast cykliczne warsztaty z produkcji muzycznej – Beat Tool Open Space. Ich pomysłodawcą i organizatorem jest dziennikarz muzyczny, Paweł Pruski (Minoo).

## Słuchalność
Według badania Radio Track (zrealizowane przez instytut MillwardBrown SMG/KRC) za okres listopad 2018 – czerwiec 2019, wskaźnik słuchalności OFF Radia Kraków na terenie Małopolski wynosił 0,2%. Czyni to stację najpopularniejsza rozgłośnią DAB+ w województwie.